# Акнистская волость
Акнистская волость (латыш. Aknīstes pagasts) — одна из двадцати пяти территориальных единиц Екабпилсского края Латвии. Находится в южной части края. Граничит с городом Акнисте, Асарской, Гарсенской, Элкшнинской, Калнской, Лейманской и Рубенской волостями своего края, а также с Юодупским староством Рокишкского района Литвы.
Крупнейшими населёнными пунктами волости являются сёла: Сусея, Вилкупе, Навицки, Межараупи, Пасусея.
Через волость проходят региональные автодороги P73 (Вецумниеки — Нерета — Субате) и P74 (Силини — Акнисте).
По территории волости протекают реки: Диенвидсусея, Раджупе, Аралите, Гоба. Выше села Межараупи находится Большое Акнистское болото.

## История
Акнистская волость была образована в 1863 году и на тот момент входила в состав Ковенской губернии Российской империи. В 1921 году, после размежевания, большая её часть оказалась на территории Илукстского уезда Латвийской Республики. В 1935 году площадь Акнистской волости составляла 106,4 км², при населении 2427 жителей.
В 1945 году в Акнистской волости Илукстского уезда были созданы Акнистский, Межциемский и Паупский сельские советы. После отмены в 1949 году волостного деления Акнистский сельсовет входил в состав Акнистского района. В 1950 году Аниксте получил статус рабочего посёлка (с 1961 года — посёлка городского типа). В 1951 году к Акнистскому сельсовету была добавлена часть территории Межциемского сельсовета.
В 1957 году была создана новая административно-территориальная единица — Акнистская сельская территория. В её состав вошли Акнистский сельсовет, большая часть Сусейкского сельсовета (исключая территорию колхоза им. П. Стучки) и колхоз «Комунарс» Межциемского сельсовета. В 1958 году к новому образованию была добавлена территория ликвидированного Межциемского сельсовета. С 1962 года посёлок городского типа Акнисте со своей сельской территорией входил в состав Даугавпилсского района, с 1967 года — Екабпилсского района. 
В 1963 году колхоз «Заля земе» Акнистской сельской территории был присоединён к Леманьскому сельсовету. В 1977 году к Акнистской сельской территории была добавлена часть Асарского сельсовета. В 1991 году посёлок городского типа Акнисте получил статус города.
В 2009 году, по окончании латвийской административно-территориальной реформы город Акнисте и отделённая от него Акнистская сельская территория были включены в состав Акнистского края. В 2010 году Акнистская сельская территория была реорганизована в Акнистскую волость.
В 2021 году в результате новой административно-территориальной реформы Акнистский край был упразднён, Акнистская волость была включена в Екабпилсский край.